# Фарада Семен Львович
Семен Львович Фарада (рос. Семён Льво́вич Фара́да́; 31 грудня 1933, с. Нікольське, Московська область, Російська РФСР — 20 серпня 2009, Москва, Росія) — російський та радянський актор. Заслужений артист РРФСР, Народний артист Росії.
Справжнє прізвище — Фердман. Псевдонім Фарада, що став прізвищем, артист отримав після участі в зйомках на одній зі студій Середньої Азії.

## Життєпис
Народився 31 грудня 1933 року.
1970 — прийшов на естраду, був активним учасником студії-театру МДУ «Наш дім».
1972 — став артистом Московського театру драми та комедії на Таганці (спектаклі «Майстер і Маргарита», «Гамлет», «Добра людина з Сезуана»).
Однією з найкращих акторських робіт Фаради вважається роль учня Загурського в спектаклі «П'ять оповідань Бабеля».
У кіно дебютував 1967 року у фільмі «Канікули в кам'яну добу». Загалом знявся у понад 70 фільмах — головним чином, у комедійних стрічках.
Серед робіт — ролі у фільмах, створених Марком Захаровим:
- «Формула кохання»,
- «Той самий Мюнхгаузен»,
- «Будинок, який побудував Свіфт»,
- «Убити дракона»

Мав ролі в стрічках «Гараж» Ельдара Рязанова і «Мій друг Іван Лапшин» Олексія Германа.
Також знімався у Леоніда Квініхідзе, Павла Чухрая, Алли Сурикової, Олександра Панкратова Чорного, Ефраіма Севели.
Помер 20 серпня 2009 року на 76-му році життя від хронічної серцево-судинної недостатності. До цього довго хворів, переніс два інсульти.
Похований на Троєкуровському кладовищі в Москві.

## Фільмографія
- 1992 — «Фатальні діаманти» — Алік
- 1991 — «Рік гарної дитини» — Туз
- 1990 — «Папуга, що говорить на їдиш»
- 1989 — «Сузір'я Козлотура» — Платон Самсонович
- 1976 — «Одного прекрасного дня» — Васіф Сулейманович
- 1975 — «Між небом і землею» — Гарік Матвійович
- 1975 — «Смок і Малюк» — власник крамниці
- 1971 — «Вперед, гвардійці!» — піонервожатий
- 1986 — «При відчинених дверях» — Сергій Єрвандович, інженер